# Récif Blenheim
Le récif Blenheim, en anglais Blenheim Reef, autrefois Baxio Predassa, est un atoll inhabité de l'archipel des Chagos, dans le territoire britannique de l'océan Indien, un territoire britannique d'outre-mer.

## Géographie

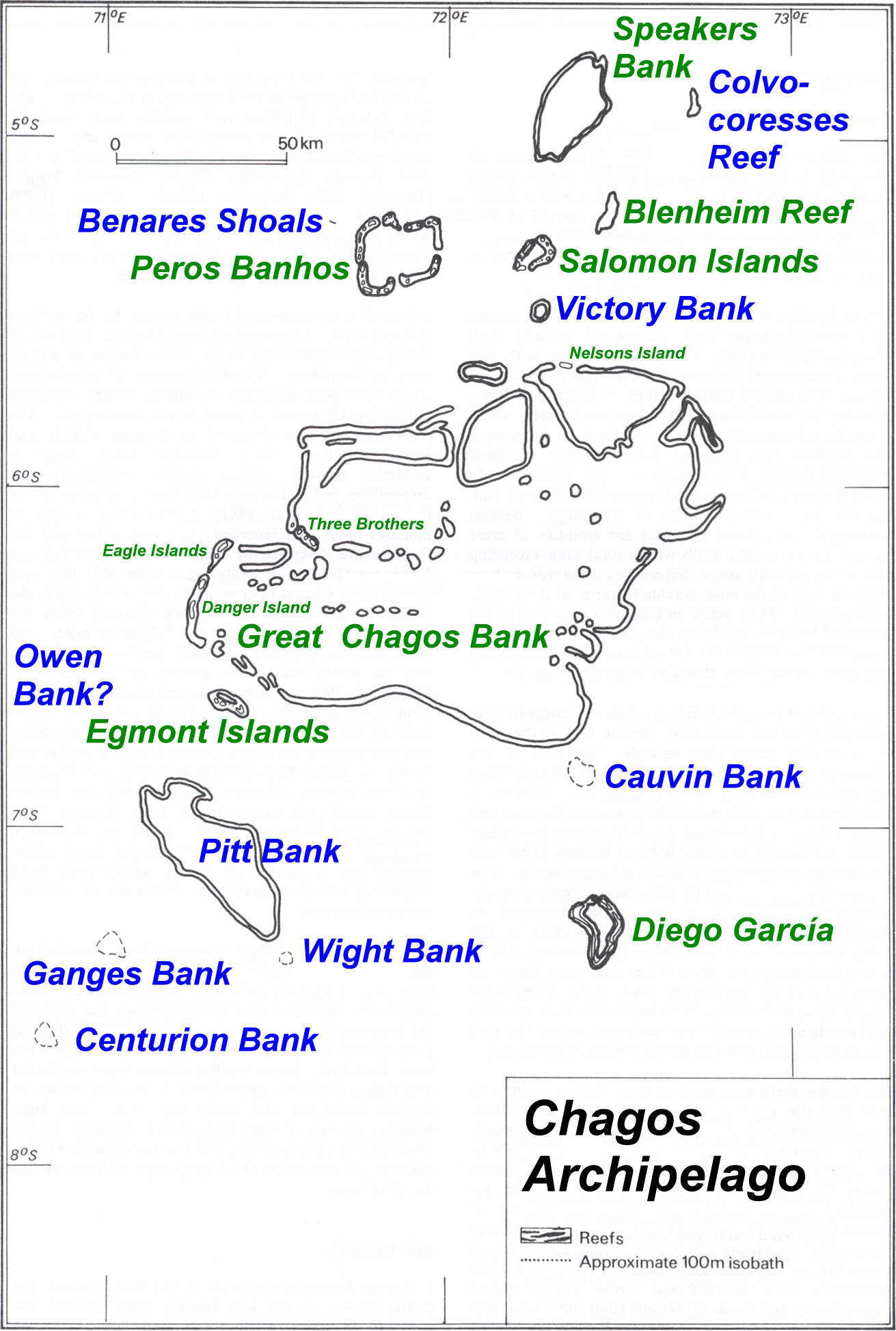
Carte de l'archipel des Chagos montrant le récif Blenheim au nord-est.

Le récif Blenheim est situé dans le centre de l'océan Indien, dans le nord de l'archipel des Chagos, à 19 kilomètres au nord-ouest des îles Salomon et à 217 kilomètres au nord de Diego Garcia. Administrativement, le récif Blenheim est inclus dans le territoire britannique de l'océan Indien, un territoire britannique d'outre-mer. Cependant, Maurice réclame la souveraineté de l'archipel des Chagos, y compris le récif Blenheim.
Le récif Blenheim est un atoll de forme allongée avec onze kilomètres de longueur du nord au sud et de quatre kilomètres de largeur d'est en ouest. La superficie des terres émergées est négligeable alors que la superficie totale de l'atoll, lagon inclus, est de 30 km2. Le bord oriental de l'atoll est constitué de récifs coralliens à fleur d'eau qui émergent en trois îles composées de sable et de débris coralliens. La plus grande, l'île Est, mesure environ 200 mètres de longueur pour 70 mètres de largeur. Elle est la seule à être couverte de végétation sous la forme d'herbes éparses.
Le lagon de l'atoll mesure 8,5 km2 de superficie pour 18 mètres de profondeur et communique avec la pleine mer par une passe dans le sud-ouest du récif.

## Histoire
Le récif Blenheim est découvert en 1570 par des navigateurs portugais qui le baptisent Baxio Predassa, issu d'une déformation de Baixo Predassa. L'atoll est rebaptisé de son nom actuel lorsque le Blenheim, un navire de la Compagnie anglaise des Indes orientales, fait naufrage sur les récifs coralliens. Ce vaisseau fait partie des 57 bateaux qui feront naufrage sur les récifs de l'atoll, coûtant la vie à 200 personnes au total.
Le guano des différentes îles de l'atoll est exploité entre 1845 et 1860, mais l'activité cesse en raison des difficultés de transport. Vers 1880, la Indian Ocean Fruit Company tente de planter des cocotiers, mais les pousses sont emportées au cours d'une tempête.
Quoique découvert depuis le XVIe siècle et ayant fait l'objet de tentatives de mise en valeur, le récif Blenheim n'est revendiqué par aucun État avant que le Royaume-Uni ne l'incorpore dans le territoire britannique de l'océan Indien le 29 juin 1975 en même temps que les autres atolls de l'archipel des Chagos. Depuis son indépendance, cependant, Maurice en revendique la souveraineté.
Le 25 février 2019, dans un avis consultatif, la Cour internationale de justice estime que le Royaume-Uni a « illicitement » séparé l’archipel des Chagos de l’île Maurice après son indépendance en 1968,.
L'assemblée générale de l’ONU a adopté une résolution le 22 mai 2019, commandant à la Grande-Bretagne de restituer l'archipel des Chagos à la République mauricienne dans les six mois, ce qui permettrait aux Chagossiens de retrouver leurs terres.
En mai 2019, l'Assemblée générale de l'ONU avait adopté à une très large majorité une résolution, non contraignante mais à forte valeur politique, donnant six mois à Londres pour procéder à cette rétrocession. Ce délai a pris fin le 22 novembre 2019 sans que le Royaume-Uni se conforme à cette résolution, ni à l'avis consultatif formulé en février par la Cour internationale de justice (CIJ) demandant à Londres de mettre fin "dans les plus brefs délais" à son administration des Chagos.
Le 15 janvier 2020, Pravind Jugnauth premier ministre des île Maurice, était à Londres pour assister à un sommet sur les investissements de la Grande-Bretagne en Afrique. il s'est entretenu avec les chefs des gouvernements de l'Afrique du Sud, du Kenya, de Côte d'Ivoire et du Mozambique. Il a indiquait que : "Port-Louis étudiait la possibilité d’entamer des poursuites contre des responsables britanniques devant la Cour pénale internationale pour crime contre l’humanité", écrit IonNews.
Le 25 mai 2020, la nouvelle carte publiée par l'ONU fait apparaître l'archipel des Chagos comme territoire mauricien. En février 2022, avec le navire Bleu de Nîmes, l'État mauricien organise une mission de cartographie des terres émergées des récifs afin de conforter sa demande de délimitation de sa zone économique exclusive par rapport à celle des Maldives.
En avril 2023, une chambre spéciale du Tribunal international du droit de la mer a délimité une frontière maritime unique pour la zone économique exclusive et le plateau continental dans un rayon de 200 milles marins entre les Maldives et Maurice : elle conclut que le récif Blenheim ne peut pas être considéré comme un site de points de base pour la construction de la ligne d'équidistance provisoire mais estime qu'un haut-fond découvrant du récif de Blenheim, situé en tout ou partie à moins de 12 milles marins de l'île Takamaka, peut être utilisé comme ligne de base pour mesurer la limite des 200 milles marins de Maurice.